# Koroliwka (rejon buczański)
Koroliwka (ukr. Королівка, pol. Korolówka) – wieś na Ukrainie w obwodzie kijowskim, w rejonie buczańskim, w hromadzie terytorialnej Makarów.

## Geografia
Miejscowość położona nad rzeczką Wablą (dopływem Zdwiża), w odległości 12 km od Makarowa i 65 km od Kijowa. Do najbliższej stacji kolejowej jest 15 km, a 17 km do drogi magistralnej znaczenia międzynarodowego M06, łączącej Kijów i Żytomierz. We wsi znajduje się 610 gospodarstw.

## Historia
Początki osadnictwa w okolicy Koroliwki sięgają epoki kamienia. Dowodem na istnienie średniowiecznej osady jest cmentarzysko z XIII w. W XVI-XVIII w. wieś Korolówka w powiecie kijowskim należała do klucza makarowskiego, będącego w posiadaniu Makarewiczów, przejściowo Samuela Łaszcza i Charlęskich (Charlińskich). W XVIII w. znalazła się na uposażeniu bazylianów owruckich. Przejściowo należała do Karola Tyszkiewicza, a w 2 poł. XIX w. do Modzelewskich. Od 1793 r. wieś leżała w ujeździe kijowskim guberni wołyńskiej. 
Do 17 lipca 2020 r. Koroliwka była centrum silskiej rady w rejonie makarowskim.